# 中出那智子
中出 那智子（なかで なちこ 1931年 - 2017年12月8日）は、日本の画家。主に油絵。東京都伊豆七島最北の島、大島村本村（現・東京都大島町元町）の出身。

## 来歴・経歴
- 1931年（昭和6年）、東京都・伊豆大島村元村に生まれる。[要検証 – ノート]
  - 彫刻家を目指した父親（長島定一）から詩作や絵画を教わる。
  - 宮本三郎（二科展会員、帝国美術院賞受賞、朝日賞受賞、二紀会結成、芸術院会員、金沢美術工芸大学名誉教授）に師事し油絵を学ぶ。
- 1956年（昭和31年）、音楽家・中出良一と結婚。[2]
- 1956年（昭和31年）、二紀会二紀展初入選（作品 海辺 6号）
- 1966年（昭和41年）、自由の大地を求めてブラジルに渡る。サンパウロ・弓場牧場にて絵と詩を制作。
- 1968年（昭和43年）、サンパウロ日本語学校で教える。サンパウロ新聞に紀行記やイラスト入りの詩を連載。
- 1974年（昭和49年）、処女詩集「美しき野獣」出版。
- サンパウロサロン聖美展、サンパウロ・サロン文協展において金賞受賞。サンパウロ美術館に、伊豆大島の女性風俗（衣装）を描いた「水汲み女」が収蔵される。
- 1979年（昭和54年）、中出良一と共にイタリアに渡り1年滞在。
- 1980年（昭和55年）、帰国。中出良一の故郷、石川県加賀市に居を構える画業活動を再開。東京大丸百貨店で帰国記念展開催。
- 1987年（昭和62年）、作曲家の夫・中出良一がくも膜下出血のため急逝。新宿伊勢丹 、金沢大和等の個展を中心に作品を発表。
- 1989年（昭和64年 - 平成元年）、 詩集「黄色い絵」出版（北国新聞社刊）。
- 1991年（平成3年）、日本女流美術大賞受賞。
- 1995年（平成7年）、「中出那智子画帖 ‐ 10才春」を出版。（北国新聞社刊－「MARC」データベース･･･伊豆大島で花を愛し、人を愛し、暮らしのすべてを愛して描き続けてきた絵日記と画帖をもとにまとめられた一冊。画業40年を迎え、画家としての原点を見つめなおす。）[3]
- 2000年（平成12年）、中出良一の若き日の書簡集「那智子への手紙」出版。
- 2003年（平成15年）、「ふるさとを描く - 中出那智子油絵展」を伊豆大島・藤井工房にて開催。[4]
- 2003年（平成15年）、「優しい元気のおすそわけ - 出那智子油絵展」石川県加賀市「ギャラリー萩」にて開催。
- 2003年（平成15年）、「中出那智子油絵展」東京上野松坂屋百貨店にて開催。
- 2004年（平成16年）、「南欧の街角 中出那智子油絵展」東京新宿伊勢丹百貨店にて開催。
- 2004年（平成16年）、「夜明けのサンバ - 中出那智子油絵展」石川県小松大和6階アートサロンにて開催。
- 2004年（平成16年）、作曲家中出良一作品集CD「さくら貝」を自費出版。夫の出身地である石川県加賀市に住み、現役で創作活動を続けている。[5]
- 2005年（平成17年）、「南米・欧州の風 - 中出那智子油絵展」東京上野松坂屋南館7階美術画廊にて開催。
- 2006年（平成18年）、中出那智子「画業50周年記念作品展」を伊豆大島・藤井工房にて開催。
- 2009年（平成21年）、「色彩豊かに 中出那智子油絵展」上野松坂屋南館5階にて開催。
- 2011年（平成23年）、宮本三郎の愛弟子であり、秘蔵子とも評価されつつ、80歳となった現在も画業・活動を続けている。
- 2017年1月に自宅で転倒し、足を骨折するなどしたため以後入院生活となる。12月8日老衰のため、死去。[6]

### 来歴補足
中出那智子は、師事した宮本三郎との出会いについて、以下のように語っている。
「私が23歳になった時、再び宮本三郎先生は奥様とご来島され、『あれ、貴女があのときの赤ちゃん？』と思わぬ再会に家中喜びに湧きたちました。その時は、牛のスケッチが目的だったので、私が牛のたむろする砂浜にご案内いたしました。大島旅行が終わっていよいよお帰りになる日の乗船前のひととき、私は思い切って少女時代に描いた例の赤い表紙の絵日記と画帖を先生に見ていただくことにしました。」
「先生は北側の窓辺にお座りになり「ほほーっ」とおっしゃって絵日記を食い入るようにご覧になり、「大人が苦しんでやっていることを子供の貴女がなんの衒いもなくやってのけている」とおっしゃってくださり、入浴している絵のタオルの描写など、一つ一つ褒めてくださったのでした。その嬉しかったこと。あとにも先にもあんなに目の前が明るく光りに満ちて人生が輝いて見えたことはありません。手にしていらした煙草の火がだんだん下に下りて行き、灰が四センチにも五センチにもなります。何か言おうとする私の口も、先生の熱心に見入って下さるその気魄に押されて声も出ません。」
「あの一瞬のかけがえのない緊張感こそが、今日までの私の画業を支えているのだと思います。奥様も側で何度も何度も先生のおっしゃることに相槌を打って、ともにご覧下さり、一生を通じてこの時ほど幸せなことはありませんでした。それ以来、先生は私に二紀会への出品をすすめて下さり、同人推挙、受賞と幸運が続き、外国に住んでいる時も、二紀会同人として特別の待遇をして下さっており光栄に思っておりました。」

### 中出マチエール
1966年ブラジルに渡った中出那智子は、油絵を描く時に独特のタッチ（マチエール・技法）を生み出すある道具と出会った。サンパウロの田舎で、家の壁を塗るのに使われていた「刷毛筆」と「砂」である。このマチエールを用いて描かれた最初の油絵作品が「牛と少女」。ブラジルの明るい太陽を象徴するかのように、コントラストの効いた力強い色調。また、その厚塗りは完成までに七度も漆が塗られる「輪島塗」を彷彿とさせるものだった。以降、本マチエールは、中出那智子独特のマチエール、油絵技法として定着した。
中出那智子はマチエール構築について以下のように語っている。「サンパウロの大地や太陽や人々に負けないためにも、私なりにひらめいて或る方法を用いた。それはブラジルのレンガ造りの家の職人達が、最後に仕上げで壁を塗る時、白いペンキの中に「砂のようなもの」を入れるのを見て、これをやろうと試みたのだった。それが見事的中して、重厚で温度を感じさせるようなマチエールとなり、見る人の心を満足させた。このマチエールの大切さに気付いた私は、まさにこの成果で幸運な画家となったのである。」

### 個展補足
2003年（平成15年）の伊豆大島・藤井工房での個展「ふるさとを描く - 中出那智子油絵展」について、中出那智子は以下のメッセージを出している。
画家からのメッセージ･･･私は画業生活のなかで、自分を見失いそうになった時には大島節を歌ったり踊ったりして、かろうじてバランスをとってきた。それは遠い外国だったり、北陸の雪の中だったりした。いつものふるさとの息吹をこの胸に感じながら絵筆を握ってきた。伊豆大島を描くことは長年の夢であったが、自分を知っている大島を描くことは、とても負担に感じられた。あるきっかけから「描けるかな」とひらめき、やっと10月からキャンバスに向いはじめた、作品は何点も描けないでしょう。それでも大島に自分の絵を並べて、同窓生や懐かしい人々に見てもらえたらとても嬉しい。いつかこんな日が訪れると信じてやってきたのだから。

## 代表作品
- 島の嫁入り 1961年 （大島町役場所蔵）
- 島娘 1968年（20号）
- 夕映えの島娘（6号）
- 波浮の港（8号）
- 海辺（6号） ※二紀会二紀展初入選作品 1956年
- 山路の二人（3号）
- 路ゆく少女（4号）
- 釣りする人たち（8号）
- 三原山（6号）
- 散歩（8号）
- 乳ケ崎
- もろこしを食べる少女
- 水汲み女
- 石運び
- 大島風俗
- コーヒー畑（15号）
- イスタンブールの休日（3号）
- アンデスの少女（3号）
- アンデスの少女　（6号）
- バイアーナ
- マントンの港
- 月の願い 1994年
- バラ色のベネツイア
- 牛と少女 2002年
- サンパウロの街角
- サルヴァドールの海辺
- シーフードレストラン
- クスコの広場
- シチリアのロバ
- バイアーナの踊り
- ペルーの少女
- チャランゴの夢
- 牛にまたがった少女
- バチラ（ブラジル風景 4号）
- ジャカラング（ブラジルの樹）
- 白馬の少年と少女
- フラメンコ（20号）

（制作年・画号数順不同）